# AJR (Edinburgh)
AJR is een historisch merk van motorfietsen.
AJR stond voor: A.J. Robertson Motorcycles, Edinburgh (1925-1926).
Dit was een van de weinige Schotse motorfietsproducenten. A.J. Robertson was pas 19 jaar oud toen hij motorfietsen begon te bouwen die allemaal aangedreven werden door JAP-motoren en versnellingsbakken van Burman hadden. In 1925 namen de eerste exemplaren deel aan de TT van Man en ze vielen uit in de Lightweight, Junior en Senior klassen. Geen best resultaat, maar het betekent wel dat Robertson toen al 250- 350- en 500cc-modellen bouwde. In 1926 leverde hij al vier modellen, maar de 250cc-exemplaren waren vervallen. Hij bouwde de 350- en 500cc-modellen met één- en tweepoorts JAP-motoren. Men kon een echte racer kopen, maar de machines waren ook als sportmotor voor de openbare weg leverbaar. Ze waren erg duur, en de resultaten in de TT vielen weer tegen: uitgevallen in de Senior TT en een 22e plaats in de Junior TT. Kort hierna stopte Robertson de productie.